# Shoshoner

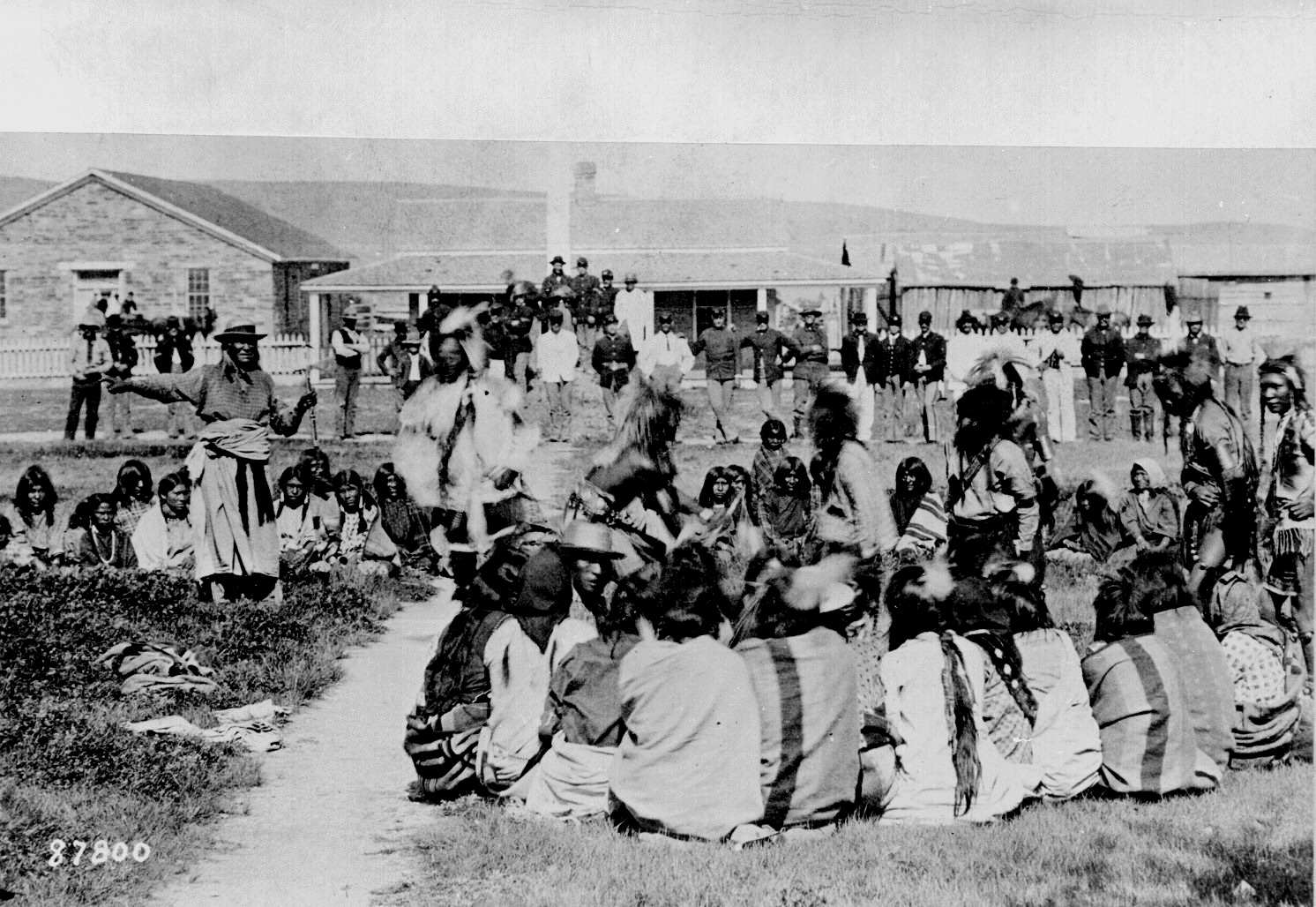
"Shoshoner i Ft. Washakie, Wyomings reservat. Hövding Washakie (till vänster) sträcker ut sin högerarm." Vissa shoshoner dansar medan soldaterna ser på, 1892.

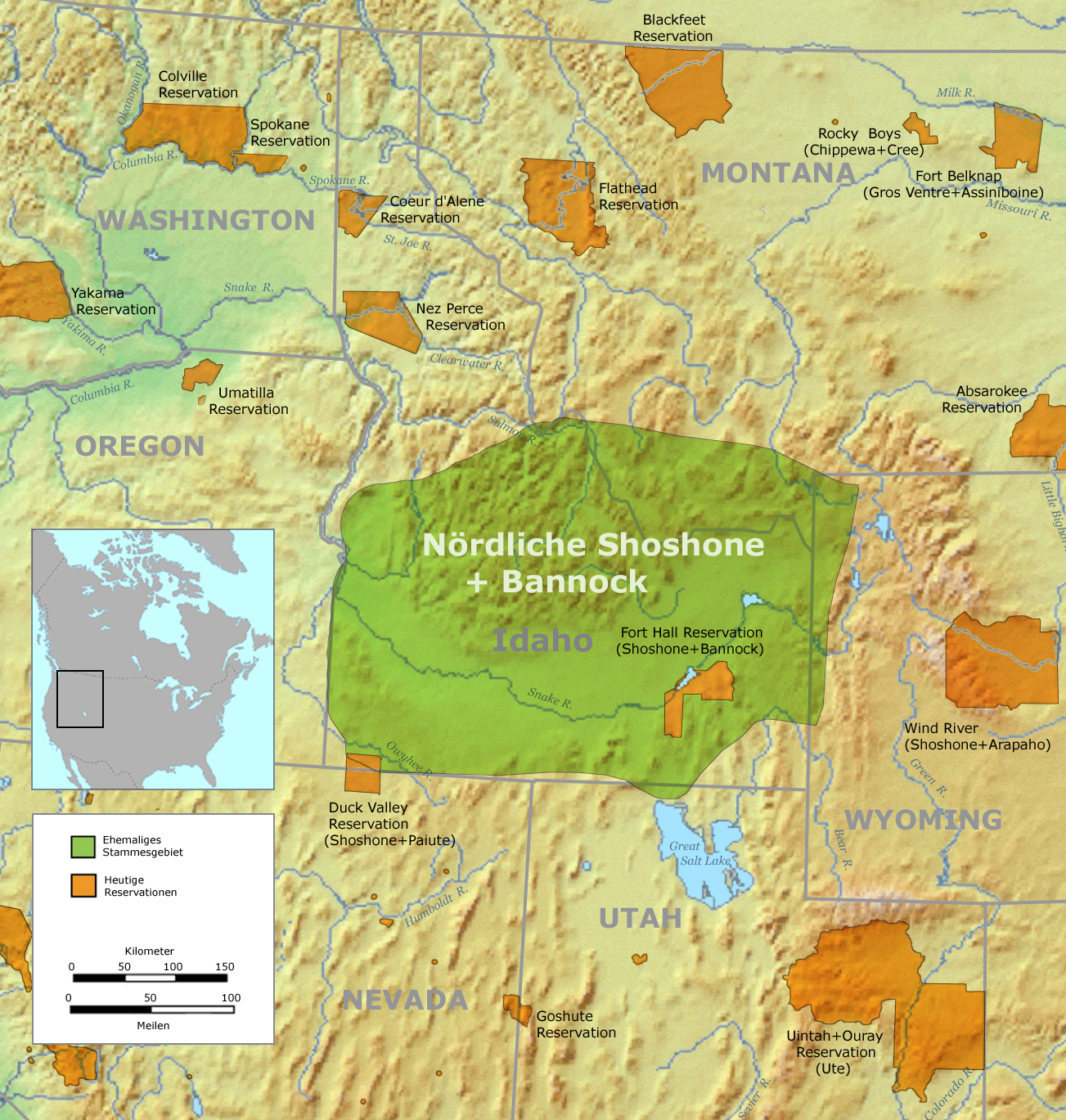
Indianreservat i nordvästra USA (orange) med nordshoshonernas och Bannockindianernas historiska kärnområde i grönt.

Shoshonerna är ett folk i Nordamerika som huvudsakligen lever i norra delen av den torra Great Basin-regionen. Vid 2000 års folkräkning uppgick antalet shoshoner i USA till omkring 12 000, och omkring 5 000 personer talar språket shoshone.
Shoshonerna indelas i tre större grupper: 
- Östshoshoner: i Wyoming, norra Colorado och Montana
- Nordshoshoner: Östra Idaho, västra Wyoming, och nordöstra Utah
- Västshoshoner: Oregon, Idaho, Utah.

## Historia
Shoshonerna tillhör den nordamerikanska urbefolkningen och har bott i regionen omkring Idaho, Nevada, Utah och Wyoming sedan förhistorisk tid. De expanderade in i västra delen av Great Plains omkring år 1500. I samband med de konflikter som uppstod när andra stammar rörde sig österifrån in i shoshonernas territorium under 1700-talet delades folkgruppen i de nordliga shoshonerna och comancherna som levde längre söderut på Great Plains. Shoshonerna omnämndes av upptäcktsresanden Meriwether Lewis som  "Sosonees or snake Indians" 1805. Stora delar av stammens befolkning dog av sjukdomar och i krig mot amerikanska bosättare under 1800-talet.  Vid Bear River-massakern, även benämnd massakern vid Boa Ogoi, som ägde rum den 29 januari 1863, dödade USA:s armé cirka 400 shoshoner. Efter att den transamerikanska järnvägen färdigställts 1869 och området blev mer tillgängligt förlorade stammen snabbt stora delar av sitt område till invandrade bosättare, och totalt fanns mindre än 5000 nord- och västshoshoner i området 1937.

### Sacajawea
Sacagawea var en berömd medlem av shoshone-stammen, känd som ledsagare på Lewis och Clark-expeditionen 1804–1806, där hon tolkade till shoshoniska. Idag finns hon på dollarmynt över hela USA.